# O Pioneers!
O pioneers! ist ein Roman von Willa Cather (1876–1947), der 1913 erschienen ist.

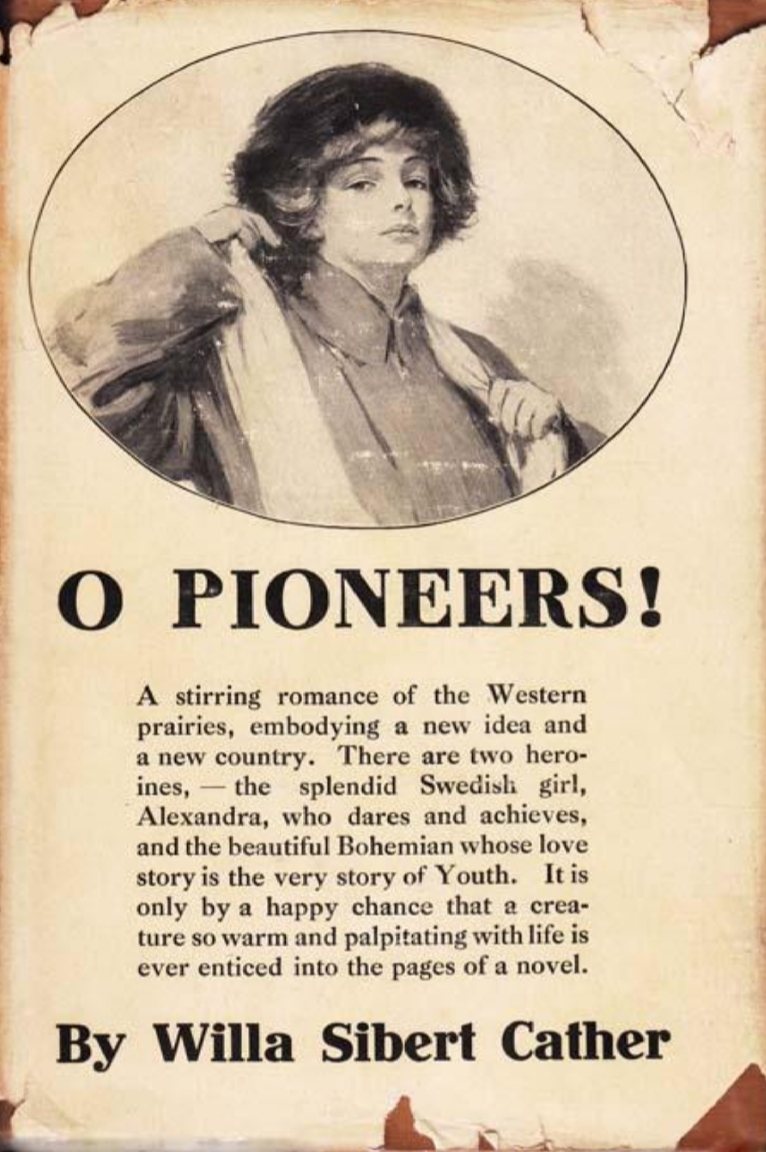
Erstausgabe

## Inhalt
Der Roman schildert das Schicksal von Einwandererfamilien der ersten Generation gegen Ende des 19. Jahrhunderts in der amerikanischen Prärie Nebraskas. Hauptperson ist Alexandra Bergson, die Angehörige von schwedischen Einwanderern. Nach dem Tod ihres Vaters und während einer schweren Dürreperiode, die den Mittelwesten heimgesucht hat, ist sie die einzige ihrer Geschwister, die nicht der Versuchung erliegt, ihren Besitz aufzugeben und in die Stadt zu ziehen. Sie nimmt sogar Kredite auf und kauft Land hinzu, dessen Wert nach dem Ende der Dürre steigt. Nach einigen harten Jahren hat sie die widerspenstige Prärie in ein blühendes Land verwandelt. Allerdings muss sie der Liebe zur heimatlichen Erde zunächst ihre private Liebe zu Carl Lindstrom opfern. Sie wird immer einsamer und hat am Ende nur ihre tschechische Freundin Marie Shabata und ihren jüngeren Bruder Emil, zu denen sie Nähe verspürt. Die verheiratete Marie und Emil verlieben sich ineinander. Als Maries Ehemann die beiden erschießt, ist sie ganz alleine. Schließlich finden Alexandra und Carl im Alter doch noch zueinander, als der Jugendfreund zurückkehrt und die beiden heiraten.

## Würdigung
O pioneers! ist der erste Roman Willa Cathers, der sich mit der Problematik des Siedlerlebens in Amerika auseinandersetzt. Der Titel wurde einem Gedicht von Walt Whitman entnommen (Pioneers! O pioneers!) Cather erzählt von der Kraft und Ausdauer jener ersten Siedler, die es ermöglicht haben, das weite Land in Besitz zu nehmen. Dabei steht die Figur der Alexandra mit ihrer Liebe zu dieser Erde im Gegensatz zu Marie, deren leidenschaftliche private Gefühle sie ins Unglück stürzen, während die aufopferungsvolle und entsagende Liebe Alexandras zu ihrem Land am Ende ihre Früchte bringt. Die katholische und patriotische Sicht der Autorin machten das Buch in Amerika zu einem Klassiker der Heimatliteratur.

## Ausgaben
Während der Roman in Amerika großen Erfolg hatte und gerade in der neueren Zeit immer wieder nachgedruckt wurde, ist seine Wirkung im deutschen Sprachraum nach den Übersetzungen in der Nachkriegszeit gering geblieben.

### Englische Ausgaben
- Willa Cather: O Pioneers! Boston, New York: Houghton Mifflin Company, 1913
- Willa Cather: O Pioneers! Boston, New York: Houghton Mifflin Company, 1933
- Willa Cather: O Pioneers! Autograph edition. Boston: Houghton Mifflin, 1937
- Willa Cather: O Pioneers! Großdruckausgabe. Thorndike: Thorndike Press, 1945
- Willa Cather: O Pioneers! Großdruckausgabe. Thorndike: Thorndike Press, 1986
- Willa Cather: O Pioneers! Boston: Houghton Mifflin, 1988
- Willa Cather: O Pioneers! New York: Penguin Books, 1989
- Willa Cather: O Pioneers! New York: New American Library, 1989
- Willa Cather: O Pioneers! Pleasantville: Readers Digest Association, 1990
- Willa Cather: O Pioneers! Mit historischer Einführung. Lincoln: University of Nebraska Press, 1992
- Willa Cather: O Pioneers! and other tales of the prairie. New York: Doubleday, 1999
- Willa Cather: O Pioneers! Oxford, New York: Oxford University Press, 1999
- Willa Cather: O Pioneers! Stamford: Westvaco, 2000
- Willa Cather: O Pioneers! New York: Barnes & Noble Classics, 2003
- Willa Cather: O Pioneers! New York: Signet Classic, 2004
- Übersicht über die zahlreichen englischsprachigen Ausgaben der Gegenwart

### Deutsche Ausgaben
- Willa Cather: Neue Erde. Übersetzung von Augusta von Bronner. Wien: Amandus-Edition, 1946
- Willa Cather: Neue Erde. Übersetzung von Augusta von Bronner. Wien: Amandus-Edition, 1947 2. Auflage
- Willa Cather: Zwei Frauen. Übersetzung von Wolf und Ursula Hermann. Bremen: J. Storm, 1948
- Willa Cather: Unter den Hügeln die kommende Zeit. Übersetzung von Wolf und Ursula Hermann, bearbeitet von Angelika Hartmann. München: Knaus, 1991, ISBN 3-8135-3987-3 (2. Auflage 1992)
- Willa Cather: Unter den Hügeln die kommende Zeit. Übersetzung von Wolf und Ursula Hermann, bearbeitet von Angelika Hartmann. München: Goldmann, 1993, ISBN 3-442-42179-9 (Taschenbuchausgabe)

### Spanische Ausgabe
- Willa Cather: Pioneiros. Übersetzung von Jorge Cardoso Ayres. Revista Branca, 1953

## Verfilmung
- O Pioneers! USA, 1992 (Regie: Glenn Jordan, Darsteller: Jessica Lange, David Strathaim, Tom Aldredge)

## Vertonung
- Kim Daryl Sherman: O pioneers! Vocal score, 1995